# Liste der Bände der Library of America
Die Liste der Bände der Library of America / LOA (dt. Amerikanische Bibliothek bzw. Bibliothek von Amerika – d. h. der Vereinigten Staaten von Amerika) enthält die Bände der englischsprachigen amerikanischen Buchreihe mit den bedeutendsten Schriften der amerikanischen Literatur (zur Übersicht).

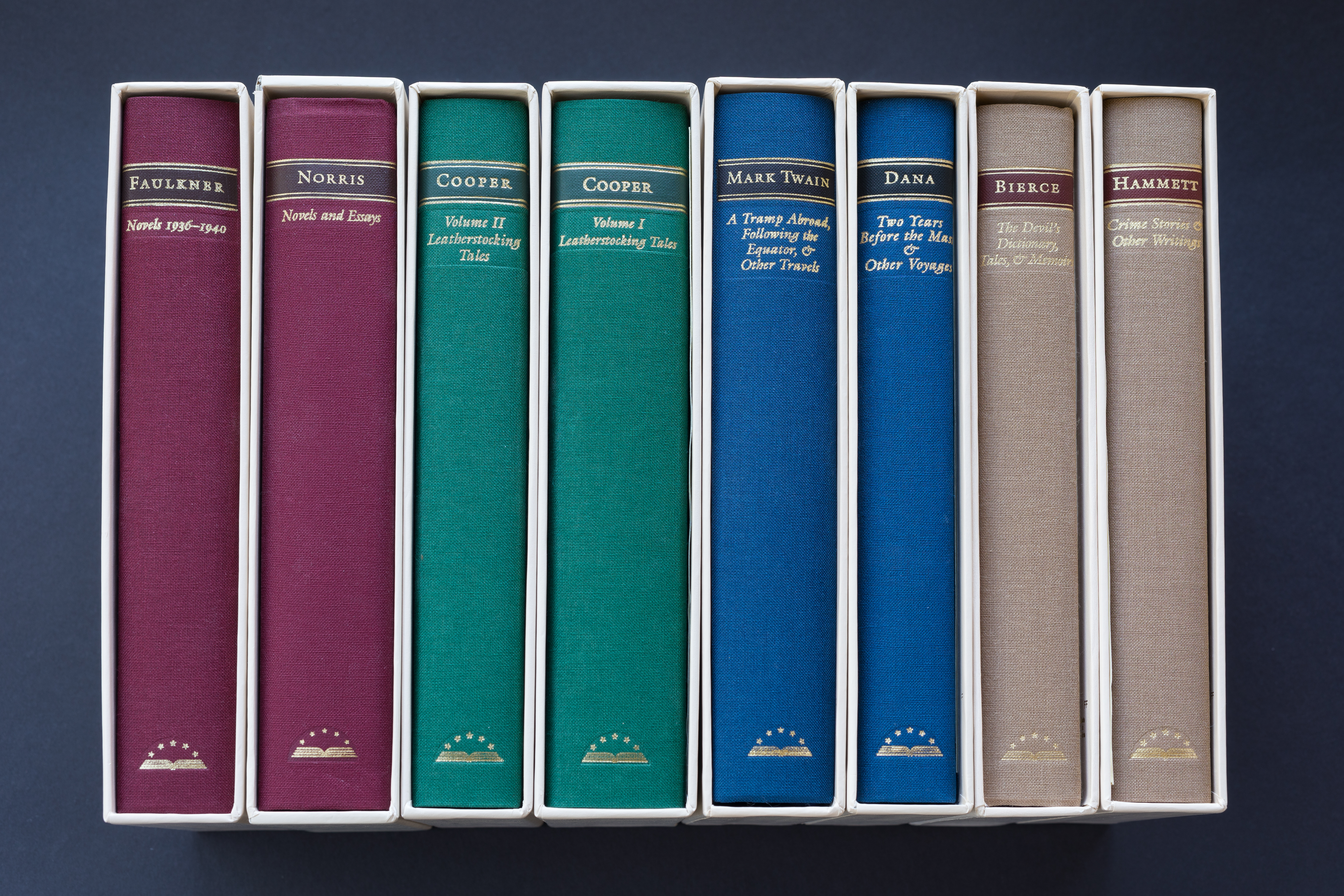
Verschiedene Bände der Reihe Library of America (LOA) im Schuber

Die unabhängige, gemeinnützige Kulturorganisation Library of America (Abk. LOA) wurde 1979 gegründet, um das literarische Erbe der amerikanischen Nation zu bewahren. Die mit der spanischsprachigen mexikanischen Reihe Sepan cuantos oder der französischen Bibliothèque de la Pléiade vergleichbare Library of America (die sich inhaltlich größtenteils auf die Vereinigten Staaten beschränkt) umfasst bis heute mehr als 340 Bände mit maßgeblichen Ausgaben von Werken der amerikanischen Literatur, mit Reiseberichten, berühmten Reden, Briefen, Debatten, Reportagen, historischen Werken, Anthologien mit verschiedenen anderen themenbezogenen Sammelbänden (der Inhalt einiger dieser Sammelbände wird unter den Fußnoten aufgefächert). Der durchschnittliche Umfang der aufwändig gestalteten Bände beträgt circa tausend Seiten.
Beispiel: War No More (Band 278)
Als Beispiel für eine Bandgestaltung der Buchreihe wird im Folgenden kurz der 2016 von Lawrence Rosenwald herausgegebene Band War No More: Three Centuries of American Antiwar & Peace Writing (Nie wieder Krieg: Drei Jahrhunderte amerikanischer Antikriegs- und Friedensliteratur) beschrieben, der Reaktionen auf die amerikanischen Kriege: von der Revolution bis zum „Krieg gegen den Terror“ in einem Band versammelt.
War No More versammelt Essays, Briefe, Reden, Memoiren, Lieder, Gedichte, Karikaturen, Flugblätter, Geschichten und andere Werke von fast 150 Autoren von der Kolonialzeit bis zur Gegenwart. Klassiker wie Thoreaus bahnbrechender Ziviler Ungehorsam legten den Grundstein für moderne Theoretiker der Gewaltlosigkeit wie David Dellinger, Thomas Merton und Barbara Deming. Der Bogen spannt sich von den Appellen der Aktivisten der amerikanischen Anti-Kriegs-Bewegung mit ihren eindringlichen Reden und aufrüttelnden Liedern bis zu den Stimmen von Veteranen, vom Bürgerkrieg bis zum Irakkrieg, ebenfalls Aufnahme fanden Zeugnisse von Kriegsdienstverweigerern aus erster Hand.

## Bände der Library of America
- 1 Herman Melville: Typee, Omoo, Mardi
- 2 Nathaniel Hawthorne: Tales & Sketches
- 3 Walt Whitman: Poetry & Prose
- 4 Harriet Beecher Stowe: Three Novels
- 5 Mark Twain: Mississippi Writings (The Adventures of Tom Sawyer | Life on the Mississippi | Adventures of Huckleberry Finn | Pudd’nhead Wilson)
- 6 Jack London: Novels and Stories
- 7 Jack London: Novels and Social Writings
- 8 William Dean Howells: Novels 1875–1886
- 9 Herman Melville: Redburn, White-Jacket, Moby-Dick
- 10 Nathaniel Hawthorne: Collected Novels
- 11 Francis Parkman: France and England in North America: Volume One
- 12 Francis Parkman: France and England in North America: Volume Two
- 13 Henry James: Novels 1871–1880
- 14 Henry Adams: Novels, Mont Saint Michel, The Education
- 15 Ralph Waldo Emerson: Essays & Lectures
- 16 Washington Irving: History, Tales & Sketches
- 17 Thomas Jefferson: Writings
- 18 Stephen Crane: Prose & Poetry
- 19 Edgar Allan Poe: Poetry & Tales
- 20 Edgar Allan Poe: Essays & Reviews
- 21 Mark Twain: The Innocents Abroad, Roughing It
- 22 Henry James: Literary Criticism: Essays on Literature, American Writers, English Writers
- 23 Henry James: Literary Criticism: French Writers, Other European Writers, Prefaces to the New York Edition
- 24 Herman Melville: Pierre, Israel Potter, The Piazza Tales, The Confidence-Man, Billy Budd, Uncollected Prose
- 25 William Faulkner: Novels 1930–1935
- 26 James Fenimore Cooper: The Leatherstocking Tales: Volume One
- 27 James Fenimore Cooper: The Leatherstocking Tales: Volume Two
- 28 Henry David Thoreau: A Week, Walden, The Maine Woods, Cape Cod
- 29 Henry James: Novels 1881–1886
- 30 Edith Wharton: Novels
- 31 Henry Adams: History of the United States During the Administrations of Thomas Jefferson (1801–1809)
- 32 Henry Adams: History of the United States During the Administrations of James Madison (1809–1817)
- 33 Frank Norris: Novels & Essays
- 34 W. E. B. Du Bois: Writings
- 35 Willa Cather: Early Novels & Stories
- 36 Theodore Dreiser: Sister Carrie, Jennie Gerhardt, Twelve Men
- 37 Benjamin Franklin: Autobiography, Poor Richard, & Later Writings
- 38 William James: Writings 1902–1910
- 39 Flannery O’Connor: Collected Works
- 40 Eugene O’Neill: Complete Plays 1913–1920
- 41 Eugene O’Neill: Complete Plays 1920–1931
- 42 Eugene O’Neill: Complete Plays 1932–1943
- 43 Henry James: Novels 1886–1890
- 44 William Dean Howells: Novels 1886–1888
- 45 Abraham Lincoln: Speeches and Writings 1832–1858
- 46 Abraham Lincoln: Speeches and Writings 1859–1865
- 47 Edith Wharton: Novellas and Other Writings
- 48 William Faulkner: Novels 1936–1940
- 49 Willa Cather: Later Novels
- 50 Ulysses S. Grant: Memoirs & Selected Letters
- 51 William Tecumseh Sherman: Memoirs of General W. T. Sherman
- 52 Washington Irving: Bracebridge Hall, Tales of a Traveller, The Alhambra
- 53 Francis Parkman: The Oregon Trail, The Conspiracy of Pontiac
- 54 James Fenimore Cooper: Sea Tales
- 55 Richard Wright: Early Works
- 56 Richard Wright: Later Works
- 57 Willa Cather: Stories, Poems, & Other Writings
- 58 William James: Writings 1878–1899
- 59 Sinclair Lewis: Main Street & Babbitt
- 60 Mark Twain: Collected Tales, Sketches, Speeches, & Essays 1852–1890
- 61 Mark Twain: Collected Tales, Sketches, Speeches, & Essays 1891–1910
- 62 The Debate on the Constitution: Part One: September 1787 to February 1788
- 63 The Debate on the Constitution: Part Two: January to August 1788
- 64 Henry James: Collected Travel Writings: Great Britain and America
- 65 Henry James: Collected Travel Writings: The Continent
- 66 American Poetry: The Nineteenth Century, Volume One: Freneau to Whitman
- 67 American Poetry: The Nineteenth Century, Volume Two: Melville to Stickney, American Indian Poetry, Folk Songs and Spirituals
- 68 Frederick Douglass: Autobiographies (Narrative of the Life / My Bondage and My Freedom / Life and Times)
- 69 Sarah Orne Jewett: Novels and Stories
- 70 Ralph Waldo Emerson: Collected Poems & Translations
- 71 Mark Twain: Historical Romances
- 72 John Steinbeck: Novels and Stories 1932–1937
- 73 William Faulkner: Novels 1942–1954
- 74 Zora Neale Hurston: Novels & Stories
- 75 Zora Neale Hurston: Folklore, Memoirs, & Other Writings
- 76 Thomas Paine: Collected Writings
- 77 Reporting World War II: American Journalism 1938–1944
- 78 Reporting World War II: American Journalism 1944–1946
- 79 Raymond Chandler: Stories and Early Novels
- 80 Raymond Chandler: Later Novels and Other Writings
- 81 Robert Frost: Collected Poems, Prose, & Plays
- 82 Henry James: Complete Stories 1892–1898
- 83 Henry James: Complete Stories 1898–1910
- 84 William Bartram: Travels and Other Writings
- 85 John Dos Passos: U.S.A.
- 86 John Steinbeck: The Grapes of Wrath and Other Writings 1936–1941
- 87 Vladimir Nabokov: Novels & Memoirs 1941–1951
- 88 Vladimir Nabokov: Novels 1955–1962
- 89 Vladimir Nabokov: Novels 1969–1974
- 90 James Thurber: Writings & Drawings
- 91 George Washington: Writings
- 92 John Muir: Nature Writings
- 93 Nathanael West: Novels and Other Writings
- 94 Crime Novels: American Noir of the 1930s and 40s
- 95 Crime Novels: American Noir of the 1950s
- 96 Wallace Stevens: Collected Poetry & Prose
- 97 James Baldwin: Early Novels & Stories
- 98 James Baldwin: Collected Essays
- 99 Gertrude Stein: Writings 1903–1932
- 100 Gertrude Stein: Writings 1932–1946
- 101 Eudora Welty: Complete Novels
- 102 Eudora Welty: Stories, Essays, & Memoir
- 103 Charles Brockden Brown: Three Gothic Novels
- 104 Reporting Vietnam: American Journalism 1959–1969 (von den ersten Todesfällen amerikanischer Berater im Jahr 1959 bis zur umstrittenen Schlacht am „Hamburger Hill“ im Jahr 1969: Malcolm Browne, Neil Sheehan und David Halberstam berichten über den Guerillakrieg der frühen 1960er Jahre; Jack P. Smith, Ward Just und Peter Arnett erleben die Schrecken des Nahkampfes im zentralen Hochland; Marguerite Higgins und Frances FitzGerald beobachten die südvietnamesische Politik; Jonathan Schell dokumentiert die zerstörerische Wirkung der amerikanischen Feuerkraft in Quang Ngai; Tom Wolfe fängt den kühlen Mut der Marineflieger über Nordvietnam ein; auch Autoren, die über die erbitterte Kontroverse in der Heimat berichteten, sind darunter: Meg Greenfield beschreibt ein frühes Teach-in, Norman Mailer den Marsch auf das Pentagon, Jeffrey Blankfort erkundet die Auswirkungen des Krieges auf eine Kleinstadt in Ohio; Thomas A. Johnson und Wallace Terry untersuchen die sich verändernden Einstellungen afroamerikanischer Soldaten; vollständig enthalten ist Daniel Langs Casualties of War, die eindringliche Geschichte einer fünfköpfigen Aufklärungspatrouille)
- 105 Reporting Vietnam: American Journalism 1969–1975 (von der Enthüllung des Massakers von My Lai 1969 bis zum Fall von Saigon 1975: Peter Kann über die Zweideutigkeiten der Befriedung; Gloria Emerson über das südvietnamesische Debakel in Laos; Donald Kirk über die sinkende amerikanische Moral; Sydney Schanberg über den Fall von Phnom Penh und den Sieg der Roten Khmer; Philip Caputo, Keyes Beech, Peter Arnett und Malcolm Browne über die letzten Tage von Südvietnam; Schriftsteller, die den Aufruhr in den Vereinigten Staaten beobachteten, sind ebenfalls enthalten: Francine du Plessis Gray über Fraktionen innerhalb der Protestbewegung; Michael Kinsley, der von einer Konfrontation zwischen Henry Kissinger und seinen Harvard-Kollegen berichtet; James Michener, der das Massaker an der Kent State University akribisch rekonstruiert; Doris Kearns, die Lyndon Johnsons verzweifelten Erinnerungen lauscht; Hunter S. Thompson, der beobachtet, wie Veteranen gegen Richard Nixons Wiederernennung protestieren; ebenfalls in Gänze enthalten ist Dispatches (dt. unter dem Titel An die Hölle verraten), worin der Journalist Michael Herr seine Erfahrungen als Kriegsberichterstatter im Vietnamkrieg verarbeitet)
- 106 Henry James: Complete Stories 1874–1884
- 107 Henry James: Complete Stories 1884–1891
- 108 American Sermons: The Pilgrims to Martin Luther King Jr.
- 109 James Madison: Writings
- 110 Dashiell Hammett: Complete Novels
- 111 Henry James: Complete Stories 1864–1874
- 112 William Faulkner: Novels 1957–1962
- 113 John James Audubon: Writings & Drawings
- 114 Slave Narratives (Narrative of the Most Remarkable Particulars in the Life of James Albert Ukawsaw Gronniosaw; Interesting Narrative of the Life of Olaudah Equiano; The Confessions of Nat Turner; Narrative of the Life of Frederick Douglass; Narrative of William W. Brown; Narrative of the Life and Adventures of Henry Bibb; Narrative of Sojourner Truth; Ellen and William Craft's Running a Thousand Miles for Freedom; Harriet Jacobs' Incidents in the Life of a Slave Girl and Narrative of the Life of J. D. Green)
- 115 American Poetry: The Twentieth Century, Volume One: Henry Adams to Dorothy Parker
- 116 American Poetry: The Twentieth Century, Volume Two: E. E. Cummings to May Swenson
- 117 F. Scott Fitzgerald: Novels & Stories 1920–1922
- 118 Henry Wadsworth Longfellow: Poems & Other Writings
- 119 Tennessee Williams: Plays 1937–1955
- 120 Tennessee Williams: Plays 1957–1980
- 121 Edith Wharton: Collected Stories 1891–1910
- 122 Edith Wharton: Collected Stories 1911–1937
- 123 The American Revolution: Writings from the War of Independence 1775–1783
- 124 Henry David Thoreau: Collected Essays & Poems
- 125 Dashiell Hammett: Crime Stories and Other Writings
- 126 Dawn Powell: Novels 1930–1942
- 127 Dawn Powell: Novels 1944–1962
- 128 Carson McCullers: Complete Novels
- 129 Alexander Hamilton: Writings
- 130 Mark Twain: The Gilded Age & Later Novels
- 131 Charles W. Chesnutt: Stories, Novels, and Essays
- 132 John Steinbeck: Novels 1942–1952
- 133 Sinclair Lewis: Arrowsmith, Elmer Gantry, Dodsworth
- 134 Paul Bowles: The Sheltering Sky, Let It Come Down, The Spider's House
- 135 Paul Bowles: Collected Stories & Later Writings
- 136 Kate Chopin: Complete Novels & Stories
- 137 Reporting Civil Rights: American Journalism 1941–1963
- 138 Reporting Civil Rights: American Journalism 1963–1973
- 139 Henry James: Novels 1896–1899
- 140 Theodore Dreiser: An American Tragedy
- 141 Saul Bellow: Novels 1944–1953
- 142 John Dos Passos: Novels 1920–1925
- 143 John Dos Passos: Travel Books & Other Writings 1916–1941
- 144 Ezra Pound: Poems & Translations
- 145 James Weldon Johnson: Writings
- 146 Washington Irving: Three Western Narratives
- 147 Alexis de Tocqueville: Democracy in America
- 148 James T. Farrell: Studs Lonigan: A Trilogy
- 149 Isaac Bashevis Singer: Collected Stories: Gimpel the Fool to The Letter Writer
- 150 Isaac Bashevis Singer: Collected Stories: A Friend of Kafka to Passions
- 151 Isaac Bashevis Singer: Collected Stories: One Night In Brazil to The Death Of Methuselah
- 152 Kaufman & Co.: Broadway Comedies
- 153 Theodore Roosevelt: The Rough Riders, An Autobiography
- 154 Theodore Roosevelt: Letters & Speeches
- 155 H. P. Lovecraft: Tales
- 156 Louisa May Alcott: Little Women, Little Men, Jo's Boys
- 157 Philip Roth: Novels & Stories 1959–1962
- 158 Philip Roth: Novels 1967–1972
- 159 James Agee: Let Us Now Praise Famous Men, A Death in the Family, and Shorter Fiction
- 160 James Agee: Film Writing and Selected Journalism
- 161 Richard Henry Dana, Jr.: Two Years Before the Mast & Other Voyages
- 162 Henry James: Novels 1901–1902
- 163 Arthur Miller: Collected Plays 1944–1961
- 164 William Faulkner: Novels 1926–1929
- 165 Philip Roth: Novels 1973–1977
- 166 American Speeches: Political Oratory from the Revolution to the Civil War
- 167 American Speeches: Political Oratory from Abraham Lincoln to Bill Clinton
- 168 Hart Crane: Complete Poems & Selected Letters
- 169 Saul Bellow: Novels 1956–1964
- 170 John Steinbeck: Travels with Charley and Later Novels 1947–1962
- 171 Capt. John Smith: Writings, with Other Narratives of Roanoke, Jamestown, and the First English Settlement of America
- 172 Thornton Wilder: Collected Plays & Writings on Theater
- 173 Philip K. Dick: Four Novels of the 1960s
- 174 Jack Kerouac: Road Novels 1957–1960
- 175 Philip Roth: Zuckerman Bound: A Trilogy & Epilogue 1979–1985
- 176 Edmund Wilson: Literary Essays and Reviews of the 1920s and 30s
- 177 Edmund Wilson: Literary Essays and Reviews of the 1930s and 40s
- 178 American Poetry: The Seventeenth and Eighteenth Centuries
- 179 William Maxwell: Early Novels and Stories
- 180 Elizabeth Bishop: Poems, Prose, & Letters
- 181 A. J. Liebling: World War II Writings
- 182 American Earth: Environmental Writing Since Thoreau (herausgegeben von Bill McKibben mit Essays von Henry David Thoreau, John Muir, John Burroughs; Aldo Leopold: A Sand County Almanac; Rachel Carson: Silent Spring und vielen anderen Schriften aus der neueren amerikanischen Umweltbewegung)
- 183 Philip K. Dick: Five Novels of the 1960s & 70s
- 184 William Maxwell: Later Novels and Stories
- 185 Philip Roth: Novels & Other Narratives 1986–1991
- 186 Katherine Anne Porter: Collected Stories & Other Writings
- 187 John Ashbery: Collected Poems 1956–1987
- 188 John Cheever: Collected Stories and Other Writings
- 189 John Cheever: Complete Novels
- 190 Lafcadio Hearn: American Writings
- 191 A. J. Liebling: The Sweet Science and Other Writings
- 192 The Lincoln Anthology: Great Writers on His Life and Legacy from 1860 to Now
- 193 Philip K. Dick: VALIS & Later Novels
- 194 Thornton Wilder: The Bridge of San Luis Rey & Other Novels 1926–1948
- 195 Raymond Carver: Collected Stories
- 196 American Fantastic Tales: Terror and the Uncanny from Poe to the Pulps
- 197 American Fantastic Tales: Terror and the Uncanny from the 1940s to Now
- 198 John Marshall: Writings
- 199 The Mark Twain Anthology: Great Writers on His Life and Works
- 200 Mark Twain: A Tramp Abroad, Following the Equator, Other Travels
- 201 Ralph Waldo Emerson: Selected Journals 1820–1842
- 202 Ralph Waldo Emerson: Selected Journals 1841–1877
- 203 The American Stage: Writing on Theater from Washington Irving to Tony Kushner
- 204 Shirley Jackson: Novels & Stories
- 205 Philip Roth: Novels 1993–1995
- 206 H. L. Mencken: Prejudices: First, Second, & Third Series
- 207 H. L. Mencken: Prejudices: Fourth, Fifth, & Sixth Series
- 208 John Kenneth Galbraith: The Affluent Society & Other Writings 1952–1967
- 209 Saul Bellow: Novels 1970–1982
- 210 Lynd Ward: Gods’ Man, Madman’s Drum, Wild Pilgrimage
- 211 Lynd Ward: Prelude to a Million Years, Song Without Words, Vertigo
- 212 The Civil War: The First Year Told by Those Who Lived It
- 213 John Adams: Revolutionary Writings 1755–1775
- 214 John Adams: Revolutionary Writings 1775–1783
- 215 Henry James: Novels 1903-1911
- 216 Kurt Vonnegut: Novels & Stories 1963–1973
- 217 Harlem Renaissance: Five Novels of the 1920s
- 218 Harlem Renaissance: Four Novels of the 1930s
- 219 Ambrose Bierce: The Devil’s Dictionary, Tales, & Memoirs
- 220 Philip Roth: The American Trilogy 1997–2000
- 221 The Civil War: The Second Year Told by Those Who Lived It
- 222 Barbara W. Tuchman: The Guns of August, The Proud Tower
- 223 Arthur Miller: Collected Plays 1964–1982
- 224 Thornton Wilder: The Eighth Day, Theophilus North, Autobiographical Writings
- 225 David Goodis: Five Noir Novels of the 1940s & 50s
- 226 Kurt Vonnegut: Novels & Stories 1950–1962
- 227 American Science Fiction: Four Classic Novels 1953–1956
- 228 American Science Fiction: Five Classic Novels 1956–1958
- 229 Laura Ingalls Wilder: The Little House Books, Volume 1
- 230 Laura Ingalls Wilder: The Little House Books, Volume 2
- 231 Jack Kerouac: Collected Poems
- 232 The War of 1812: Writings from America’s Second War of Independence
- 233 American Antislavery Writings: Colonial Beginnings to Emancipation
- 234 The Civil War: The Third Year Told By Those Who Lived It
- 235 Sherwood Anderson: Collected Stories
- 236 Philip Roth: Novels 2001–2007
- 237 Philip Roth: Nemeses
- 238 Aldo Leopold: A Sand County Almanac & Other Writings on Ecology and Conservation
- 239 May Swenson: Collected Poems
- 240 W. S. Merwin: Collected Poems 1952–1993
- 241 W. S. Merwin: Collected Poems 1996–2011
- 242 John Updike: Collected Early Stories
- 243 John Updike: Collected Later Stories
- 244 Ring Lardner: Stories & Other Writings
- 245 Jonathan Edwards: Writings from the Great Awakening
- 246 Susan Sontag: Essays of the 1960s & 70s
- 247 William Wells Brown: Clotel & Other Writings
- 248 Bernard Malamud: Novels and Stories of the 1940s & 50s
- 249 Bernard Malamud: Novels and Stories of the 1960s
- 250 The Civil War: The Final Year Told by Those Who Lived It
- 251 Shakespeare in America: An Anthology from the Revolution to Now
- 252 Kurt Vonnegut: Novels 1976–1985
- 253 American Musicals 1927–1949: The Complete Books & Lyrics of Eight Broadway Classics
- 254 American Musicals 1950–1969: The Complete Books & Lyrics of Eight Broadway Classics
- 255 Elmore Leonard: Four Novels of the 1970s
- 256 Louisa May Alcott: Work, Eight Cousins, Rose in Bloom, Stories & Other Writings
- 257 H. L. Mencken: The Days Trilogy, Expanded Edition
- 258 Virgil Thomson: Music Chronicles 1940–1954
- 259 Art in America 1945–1970: Writings from the Age of Abstract Expressionism, Pop Art, and Minimalism
- 260 Saul Bellow: Novels 1984–2000
- 261 Arthur Miller: Collected Plays 1987–2004, with Stage and Radio Plays of the 1930s & 40s
- 262 Jack Kerouac: Visions of Cody, Visions of Gerard, Big Sur
- 263 Reinhold Niebuhr: Major Works on Religion and Politics
- 264 Ross Macdonald: Four Novels of the 1950s
- 265 The American Revolution: Writings from the Pamphlet Debate: Volume 1, 1764–1772
- 266 The American Revolution: Writings from the Pamphlet Debate: Volume 2, 1773–1776
- 267 Elmore Leonard: Four Novels of the 1980s
- 268 Women Crime Writers: Four Suspense Novels of the 1940s
- 269 Women Crime Writers: Four Suspense Novels of the 1950s
- 270 Frederick Law Olmsted: Writings on Landscape, Culture, and Society
- 271 Edith Wharton: Four Novels of the 1920s
- 272 James Baldwin: Later Novels
- 273 Kurt Vonnegut: Novels 1987–1997
- 274 Henry James: Autobiographies
- 275 Abigail Adams: Letters
- 276 John Adams: Writings from the New Nation 1784–1826
- 277 Virgil Thomson: The State of Music & Other Writings
- 278 War No More: Three Centuries of American Antiwar & Peace Writing
- 279 Ross Macdonald: Three Novels of the Early 1960s
- 280 Elmore Leonard: Four Later Novels
- 281 Ursula K. Le Guin: The Complete Orsinia
- 282 John O’Hara: Stories
- 283 The Unknown Kerouac: Rare, Unpublished & Newly Translated Writings
- 284 Albert Murray: Collected Essays & Memoirs
- 285 Loren Eiseley: Collected Essays on Evolution, Nature, and the Cosmos, Volume One
- 286 Loren Eiseley: Collected Essays on Evolution, Nature, and the Cosmos, Volume Two
- 287 Carson McCullers: Stories, Plays, & Other Writings
- 288 Jane Bowles: Collected Writings
- 289 World War I and America: Told by the Americans Who Lived It
- 290 Mary McCarthy: Novels & Stories 1942-1963
- 291 Mary McCarthy: Novels 1963-1979
- 292 Susan Sontag: Later Essays
- 293 John Quincy Adams: Diaries 1779-1821
- 294 John Quincy Adams: Diaries 1821-1848
- 295 Ross Macdonald: Four Later Novels
- 296 Ursula K. Le Guin: Hainish Novels & Stories, Volume One
- 297 Ursula K. Le Guin: Hainish Novels & Stories, Volume Two
- 298 Peter Taylor: Complete Stories 1938–1959
- 299 Peter Taylor: Complete Stories 1960-1992
- 300 Philip Roth: Why Write? Collected Nonfiction 1960-2013
- 301 John Ashbery: Collected Poems 1991–2000
- 302 Wendell Berry: Port William Novels & Stories (The Civil War to World War II)
- 303 Reconstruction: Voices from America's First Great Struggle for Racial Equality (Frederick Douglass, Frances Ellen Watkins Harper, Andrew Johnson, Thaddeus Stevens, Ulysses S. Grant, Elizabeth Cady Stanton, Mark Twain, Albion Tourgée u. a.)
- 304 Albert Murray: Collected Novels & Poems
- 305 Norman Mailer: Four Books of the 1960s
- 306 Norman Mailer: Collected Essays of the 1960s
- 307 Rachel Carson: Silent Spring & Other Writings on the Environment
- 308 Elmore Leonard: Westerns
- 309 Madeleine L’Engle: The Wrinkle in Time Quartet
- 310 Madeleine L’Engle: The Polly O’Keefe Quartet
- 311 John Updike: Novels 1959-1965
- 312 James Fenimore Cooper: Two Novels of the American Revolution
- 313 John O’Hara: Four Novels of the 1930s
- 314 Ann Petry: The Street, The Narrows
- 315 Ursula K. Le Guin: Always Coming Home (Author's Expanded Edition)
- 316 Wendell Berry: Essays 1969-1990
- 317 Wendell Berry: Essays 1993-2017
- 318 Cornelius Ryan: The Longest Day, A Bridge Too Far
- 319 Booth Tarkington: Novels & Stories
- 320 Herman Melville: Complete Poems
- 321 American Science Fiction: Four Classic Novels 1960-1966
- 322 American Science Fiction: Four Classic Novels 1968-1969
- 323 Frances Hodgson Burnett: The Secret Garden, A Little Princess, Little Lord Fauntleroy
- 324 Jean Stafford: Complete Novels
- 325 Joan Didion: The 1960s & 70s
- 326 John Updike: Novels 1968-1975
- 327 Constance Fenimore Woolson: Collected Stories
- 328 Robert Stone: Dog Soldiers, A Flag for Sunrise, Outerbridge Reach
- 329 Jonathan Schell: The Fate of the Earth, The Abolition, The Unconquerable World
- 330 Richard Hofstadter: Anti-Intellectualism in American Life, The Paranoid Style in American Politics, Uncollected Essays 1956-1965
- 331 The Western: Four Classic Novels of the 1940s & 50s
- 332 American Women’s Suffrage: Voices from the Long Struggle for the Vote 1776–1965
- 333 African American Poetry: 250 Years of Struggle & Song
- 334 Ernest Hemingway: The Sun Also Rises & Other Writings 1918-1926
- 335 Ursula K. Le Guin: Annals of the Western Shore
- 336 Shirley Jackson: Four Novels of the 1940s & 50s
- 338 Octavia E. Butler: Kindred, Fledgling, Collected Stories
- 340 Edward O. Wilson: Biophilia, The Diversity of Life, Naturalist
- 342 Jean Stafford: Complete Stories & Other Writings